# Тебингтинги
Тебингтинги (индон. Tebing Tinggi) — город в Индонезии, расположенный на территории провинции Северная Суматра. Территория города выделена в самостоятельную административную единицу — муниципалитет.

## Географическое положение
Город находится в северной части провинции, на севере острова Суматра, на высоте 32 метров над уровнем моря.

Тебингтинги расположен на расстоянии приблизительно 53 километров к востоку-юго-востоку (ESE) от Медана, административного центра провинции. В трёх километрах западнее города расположен аэропорт (ICAO: WIMT).

## Население
По данным официальной переписи 2010 года, население составляло 145 248 человек.
Динамика численности населения города по годам:
| 1990    | 2000    | 2005    | 2010    | 2012    |
| ------- | ------- | ------- | ------- | ------- |
| 116 749 | 117 346 | 134 548 | 145 248 | 149 692 |